# Trío Wanderer
El Trío Wanderer es un trío con piano de música de cámara francés creado por tres estudiantes del Conservatorio de París en 1987.

## Formación
El Trío Wanderer se compone del violinista Jean-Marc Phillips-Varjabédian (a partir de 1995, en sustitución de Guillaume Sutre), el violonchelista Raphaël Pidoux y el pianista Vicente Coq. El trío tomó el nombre en homenaje a Franz Schubert. Los tres músicos se han formado a partir de grandes maestros como Jean-Claude Pennetier, Menahem Pressler del Beaux Arts Trio o los miembros del Cuarteto Amadeus. El trío ha ganado numerosos concursos internacionales, incluyendo el Concurso ARD Musikwettbewerb en Múnich y el Concurso Fischoff de Música de Cámara en los Estados Unidos.

## Carrera
El Trío Wanderer ha actuado en la Filarmónica de Berlín, el Teatro de los Campos Elíseos en París, el Musikverein de Viena, el Wigmore Hall en Londres, la Herkulessaal de Múnich, en el Teatro Municipal de Río de Janeiro, el Palacio de la Música Catalana en Barcelona, la Scala de Milán, en la Gran Sala Tchaikovsky de Moscú, en la Biblioteca del Congreso en Washington, en la sede de la Colección Frick en Nueva York, en el Concertgebouw de Ámsterdam, en la Kioi Hall de Tokio, la Ópera de Pekín, la Tonhalle de Zúrich y en los festivales de Salzburgo, de Edimburgo, de Montreux, Feldkirch, Schleswig-Holstein, la Roque d'Anthéron, de Stresa, de Granada, de Osaka, en La Folle Journée de Nantes, el Schwetzinger Festspiele y el Rheingau Musiksommer.
El conjunto ha tocado con muchas orquestas, incluyendo la Orquesta Filarmónica de Radio Francia, la Orquesta Nacional de Francia, las orquestas de Toulouse, Niza, Montpellier, Lieja, Ile de France, Pays de la Loire, Tenerife, Santiago de Chile, La Coruña, la RSO de Berlín, la Malasia Philharmonia Orchestra, la Orquesta Sinfónica de Minería, la Sinfonía Varsovia, la Grazer Philharmoniker Orchester, Orquesta de Cámara de Estocolmo, la Orquesta Gürzenich de Colonia... bajo la dirección de Yehudi Menuhin, Christopher Hogwood, James Loughran, François-Xavier Roth, Marco Guidarini, Ken-David Masur, José Areán, Charles Dutoit o James Condon.
El Trío Wanderer ha estrenado muchas obras contemporáneas, como las Lettres Mêlées de Thierry Escaich en 2004, los Ocho Momentos Musicales de Bruno Mantovani y Lichtspüren de Frank Michael Beyer en 2008 y la Canción del Aislado de Philippe Hersant para trío, orquesta de cuerdas y campanas en 2014.
La discografía del Trío Wanderer tiene más de veinte grabaciones, principalmente para el sello Harmonia Mundi, pero también para Sony Classical, Capriccio, Cyprès, el Accord-Universal y Mirare. Esta discografía ha sido muchas veces premiada por la prensa: Diapason d'Or del Año y el Midem Classical Award por el Trío de Brahms, y el Choc de la Musique y Elección de los Críticos de Gramphone para los tríos de Haydn, CD de Música de Cámara del Mes por la Revista de la BBC a los tríos de Schubert... Su grabación de los tríos de Mendelssohn fue elegida como la versión de referencia por el New York Times durante el bicentenario del nacimiento del compositor en 2011.
Además, el trío ha recibido tres Victoires de la Musique Classique, y en 2015, sus tres miembros, han sido elevados al rango de Caballero de las Artes y las Letras.
Desde 2010, Vicent es profesor de música de cámara en la Haute École de Musique de Lausanne. Jean-Marc Phillips-Varjabédian y Raphaël Pidoux, respectivamente, son los profesores de violín y violonchelo en el Conservatorio Nacional Superior de Música de París de 2015. El Trío Wanderer también dirige una clase de piano trío para la preparación de conciertos y concursos internacionales en el Conservatoire à Rayonnement Régional de la Ville de Paris e imparte cada año las clases magistrales de conjuntos en residencia al Festival de la Roque d'Anthéron.

## Discografía parcial
- Dvorak, Trio op. 65 y op. 90 Dumky (Harmonia Mundi)
- Brahms, Trío op. 8 (versión 1864), y el Cuarteto con piano op. 60 con Christophe Gaugue viola (Harmonia Mundi)
- Gabriel Fauré, Gabriel Pierné, Tríos op. 120 y op. 45 (Harmonia Mundi)
- Arenski, Tchaikovsky, Tríos op. 32 y op. 50 (Harmonia Mundi)
- Mantovani, Ocho Momentos Musicales, y otras obras con Claire Désert, piano (Mirare)
- Beethoven, Integral de tríos con piano (Harmonia Mundi)
- Liszt, Smetana, Tristia, Elegías, Trío op. 15 (Harmonia Mundi)
- Fauré, Cuartetos con piano op. 15 & op. 45, Antoine Tamestit, viola (Harmonia Mundi)
- Escaich, Martinů, Debussy, Bartok, Lettres Mêlées, con Paul Meyer clarinete, Emmanuel Pahud flauta y François Leleux oboe (Accord Universal)
- Beethoven, Haydn, Pleyel, Canciones populares, junto con Wolfgang Holzmair, Barítono (Cyprès)
- Messiaen, Cuarteto para el Fin de los Tiempos, con Pascal Moraguès, clarinete (Harmonia Mundi)
- Mendelssohn, los Tríos op. 49 & op. 66 (Harmonia Mundi)
- Johannes Brahms, los Tríos op. 8, 87, 101, el Cuarteto op. 25, con Christophe Gaugue (viola) (Harmonia Mundi)
- Camille Saint-Saëns, los Tríos op. 18 & op. 92 (Harmonia Mundi)
- Dimitri Shostakovich, Aaron Copland, Tríos op. 8 Y 67, De Vitebsk (Harmonia Mundi)
- Bohuslav Martinů, Conciertos, con la Gürzenich Kölner Philharmoniker, James Conlon director (Capriccio)
- Ludwig van Beethoven, Triple Concierto op. 56 con la Gürzenich Kölner Philharmoniker, James Conlon (Chant du Monde)
- Schubert, Hummel, Quinteto op. 114, Quinteto op. 87 con Christophe Gaugue (viola), Stéphane Logerot, contrabajo (Harmonia Mundi)
- Schubert, Integral de los tríos con piano (Harmonia Mundi)
- Franz Joseph Haydn, los Tríos Hob. XV: 27, 28, 29, 25 (Harmonia Mundi)
- Maurice Ravel, Ernest Chausson, Trío, Trío op. 3 (Harmonia Mundi)
- Bedřich Smetana, Antonín Dvořák, Trío op.12, Trío op. 90 "Dumky" (Sony Classical)
- Mendelssohn, los Tríos op. 49 & op. 66 (Sony Classical)

## Recompensas (selección)
- 1988: Concurso ARD en Múnich
- 1990: Concurso Fischoff de Música de Cámara en los Estados Unidos
- 1997: Victoires de la musique classique
- 2000: Victoires de la musique classique[1]
- 2002: Choc del Año en el Mundo de la Música
- 2006: Diapason d'Or del año[2]
- 2007: Midem Classical Award
- 2008: BBC Magazine, CD del Mes,
- 2009: Victoires de la musique classique[3]